# Gärds Köpinge
Gärds Köpinge (ofta bara Köpinge) är en tätort i Kristianstads kommun och kyrkby i Köpinge socken i Skåne.
Orten har fått sitt namn efter Gärds härad för att skilja den från andra orter med namnet Köpinge.

## Befolkningsutveckling
| Befolkningsutvecklingen i Gärds Köpinge 1960–2020 | Befolkningsutvecklingen i Gärds Köpinge 1960–2020 | Befolkningsutvecklingen i Gärds Köpinge 1960–2020 | Befolkningsutvecklingen i Gärds Köpinge 1960–2020 | Befolkningsutvecklingen i Gärds Köpinge 1960–2020 |
| ------------------------------------------------- | ------------------------------------------------- | ------------------------------------------------- | ------------------------------------------------- | ------------------------------------------------- |
|                                                   |                                                   |                                                   |                                                   |                                                   |
| År                                                |                                                   |                                                   | Folkmängd                                         | Areal (ha)                                        |
| 1960                                              | 1960                                              |                                                   | 491                                               |                                                   |
| 1965                                              | 1965                                              |                                                   | 511                                               |                                                   |
| 1970                                              | 1970                                              |                                                   | 496                                               |                                                   |
| 1975                                              | 1975                                              |                                                   | 560                                               |                                                   |
| 1980                                              | 1980                                              |                                                   | 643                                               |                                                   |
| 1990                                              | 1990                                              |                                                   | 927                                               | 96                                                |
| 1995                                              | 1995                                              |                                                   | 1 011                                             | 102                                               |
| 2000                                              | 2000                                              |                                                   | 956                                               | 102                                               |
| 2005                                              | 2005                                              |                                                   | 936                                               | 102                                               |
| 2010                                              | 2010                                              |                                                   | 936                                               | 102                                               |
| 2015                                              | 2015                                              |                                                   | 926                                               | 113                                               |
| 2020                                              | 2020                                              |                                                   | 920                                               | 117                                               |
|                                                   |                                                   |                                                   |                                                   |                                                   |

## Personer från orten
- Dansbandet Lasse Stefanz har sitt ursprung i Gärds Köpinge.[5]
- Viktor Klemmedsson, Vinnaren av Sveriges yngsta mästerkock 2014. [6]